# Aleh Szepiel
Aleh Alaksandrawicz Szepiel (biał. Алег Аляксандравіч Шэпель, ros. Олег Александрович Шепель Oleg Aleksandrowicz Szepiel; ur. 13 lipca 1967 w Uchlasci) – białoruski niepełnosprawny lekkoatleta, wielokrotny mistrz paraolimpijski. Startował w kategoriach przeznaczonych dla osób z wadami wzroku.

## Życiorys
Odbywał naukę w klasie przeznaczonej dla dzieci z wadami wzroku. Za czasów szkolnych przejawiał zdolności do uprawiania lekkoatletyki oraz szachów, w dziewiątej klasie był nawet mistrzem Związku Radzieckiego w szachach wśród uczniów. W 1991 ukończył Białoruski Uniwersytet Kultury.
Na paraolimpiadzie debiutował w Seulu w 1988 jako reprezentant ZSRR. Wystąpił wówczas w czterech konkurencjach: zdobył trzy złote medale w skoku w dal B3 (w najlepszej próbie uzyskał 6,61 m, co było wtedy nowym rekordem świata), skoku wzwyż B3 (z wynikiem 1,81 m ustanowił nowy rekord paraolimpijski) i w pięcioboju B3 (2716 punktów; kolejnego zawodnika wyprzedził o ponad 150 punktów). Medalu nie zdobył tylko w biegu na 100 m B3, w którym zajął piąte miejsce.
Cztery lata później na igrzyskach w Barcelonie startował jako reprezentant Wspólnoty Niepodległych Państw. Wystąpił jedynie w biegu na 400 m B3, w którym zdobył złoto ustanawiając rekord świata (49,76 s).
Na igrzyskach w Atlancie startował już jako reprezentant Białorusi. Startował w czterech konkurencjach, zdobywając jedno złoto w skoku wzwyż F10-11 z wynikiem 1,85 m. W biegu na 400 m T11 awansował do biegu finałowego, do którego awans uzyskiwało czterech najlepszych zawodników z półfinałów. Białorusin nie wystąpił jednak w tymże biegu. W skoku w dal F11 zajął szóste miejsce, w trójskoku F11 10. miejsce, zaś w pięcioboju P11 nie pojawił się na starcie.
Pod koniec lat 90. był mistrzem świata i Europy w mini piłce nożnej (w kadrze Białorusi).
Jego ostatnimi igrzyskami paraolimpijskimi były zawody w Sydney w 2000. Zdobył wtedy dla Białorusi trzy brązowe medale. Trzecie miejsca zajmował w skoku wzwyż F12, biegu na 400 m T12 i w sztafecie 4×400 m T13. Medalu nie zdobył tylko w biegu na 200 m T12, w którym odpadł w półfinale.
Jest siedmiokrotnym mistrzem świata i trzynastokrotnym mistrzem Europy w lekkoatletyce niepełnosprawnych.
Po zakończeniu sportowej kariery objął kilka krajowych funkcji, w tym przewodniczącego Białoruskiego Komitetu Paraolimpijskiego (objął tę funkcję w 2001) i przewodniczącego Białoruskiego Stowarzyszenia Osób Niewidomych. Utworzył kilkanaście firm dla osób niewidomych i niedowidzących, które zatrudniały około 20 tysięcy ludzi. Prowadzi także sieć hoteli.
Otrzymał kilka odznaczeń i dyplomów, w tym m.in. Order Przyjaźni Narodów (1988).
Ma syna i córkę.